# Дочь снегов
«Дочь снегов» (англ. A Daughter of the Snows) — первое произведение Джека Лондона в жанре романа, опубликовано в 1902 году. Роман примечателен характером главной героини — сильной, уверенной в себе и самостоятельной, такой же как и другие героини будущих произведений Лондона. Её имя перекликается с именем его матери, Флоры Уэллман, хотя существует мнение, что прообразом главное героини могла быть и подруга Лондона Анна Струнская. Роман был заказан издателем С. С. МакКлюром, который предоставил Лондону стипендию в размере 125 долларов в месяц для его написания.

## Сюжет
Его действие разворачивается в Юконе (Канада), главная героиня — Фрона Уэлз. Это дочь богатого предпринимателя и юконского старожила. Проведя три года в университетах Европы, Фрона возвращается к отцу на север. Всесторонне образованная, она в то же время сохранила искренность и простоту в общении с людьми.
Роман, в том числе, рассказывает о жизни и приключениях золотоискателей во время золотой лихорадки на Клондайке. Произведение относится к «северной» теме, к которой Джек Лондон не раз обращался в своём творчестве.

## Критика
Современные критики не жалуют роман из-за позиции главного героя, одобряющего идею о расовом превосходстве англосаксов.